# Landkreis Friedland (Isergebirge)

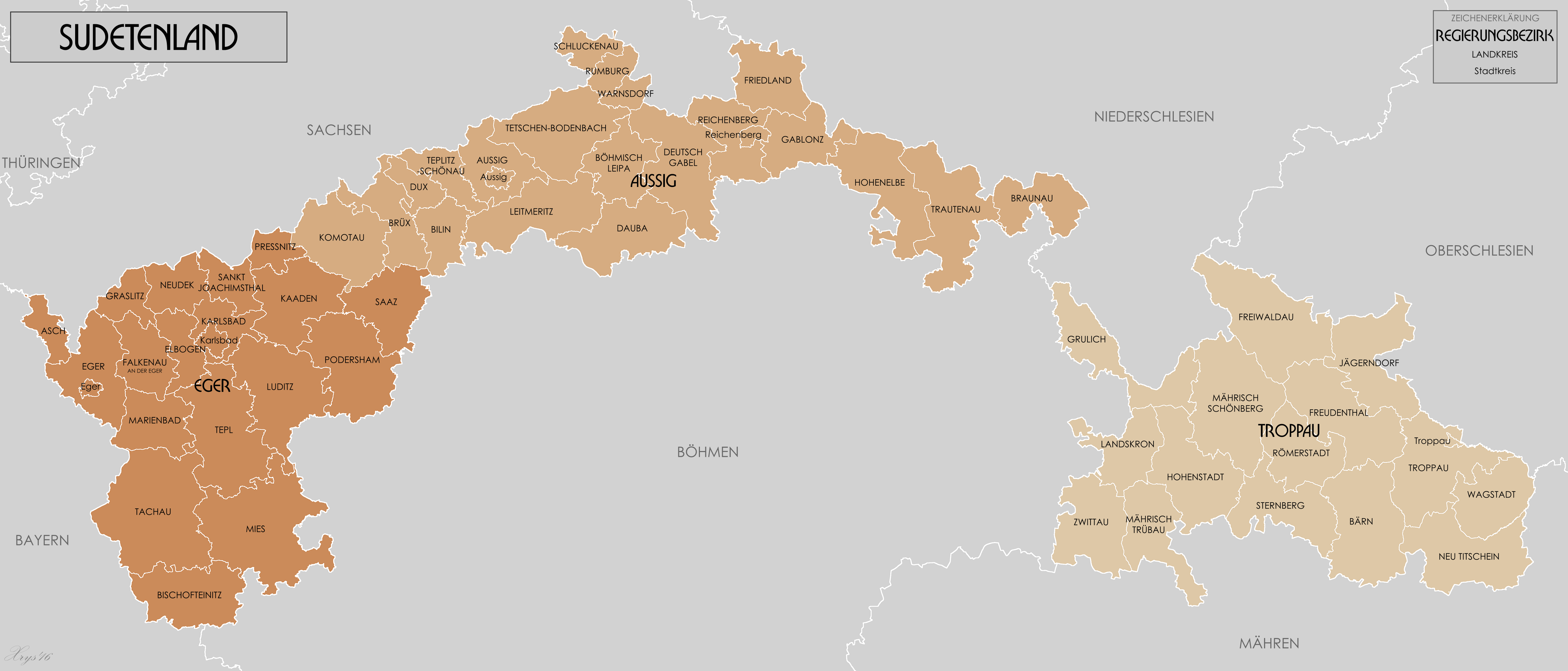
Verwaltungskarte des Reichsgaus Sudetenland

Der deutsche Landkreis Friedland (Isergebirge) (zunächst: Friedland) bestand in der Zeit zwischen 1938 und 1945. Er umfasste am 1. Januar 1945:
- die drei Städte Friedland im Isergebirge, Haindorf und Neustadt an der Tafelfichte
- 34 weitere Gemeinden.

Am 1. Dezember 1930 hatte das Gebiet des Landkreises Friedland 39.800 Einwohner, am 17. Mai 1939 waren es 36.595 und am 22. Mai 1947 23.609 Bewohner.

## Verwaltungsgeschichte

### Tschechoslowakei / Deutsche Besatzung
Vor dem Münchner Abkommen vom 29. September 1938 gehörte der politische Bezirk Frýdlant zur Tschechoslowakei.
In der Zeit vom 1. bis 10. Oktober 1938 besetzten deutsche Truppen das Sudetenland. Der politische Bezirk Frýdlant trug fortan die frühere deutsch-österreichische Bezeichnung Friedland. Er umfasste die Gerichtsbezirke Friedland und Neustadt an der Tafelfichte. Seit dem 20. November 1938 führte der politische Bezirk Friedland die Bezeichnung „Landkreis“. Er unterstand bis zu diesem Tage dem Oberbefehlshaber des Heeres, Generaloberst Walther von Brauchitsch, als Militärverwaltungschef.

### Deutsches Reich
Am 21. November wurde das Gebiet des Landkreises Friedland förmlich in das Deutsche Reich eingegliedert und kam zum Verwaltungsbezirk der Sudetendeutschen Gebiete unter dem Reichskommissar Konrad Henlein.
Sitz der Kreisverwaltung wurde die Stadt Friedland.
Ab dem 15. April 1939 galt das Gesetz über den Aufbau der Verwaltung im Reichsgau Sudetenland (Sudetengaugesetz). Danach kam der Landkreis Friedland zum Reichsgau Sudetenland und wurde dem neuen Regierungsbezirk Aussig zugeteilt.
Zum 1. Mai 1939 wurde eine Neugliederung der teilweise zerschnittenen Kreise im Sudetenland verfügt. Danach blieb der Landkreis Friedland in seinen bisherigen Grenzen erhalten. Nur der Ort Klein Iser der Gemeinde Weißbach wechselte zum Landkreis Gablonz an der Neiße.
Seit dem 30. November 1939 trugen die Kreisstadt und der Kreis den Namen Friedland (Isergebirge).
Bei diesem Zustand blieb es bis zum Ende des Zweiten Weltkriegs.
Seit 1945 gehörte das Gebiet bis zu ihrer Auflösung zur Tschechoslowakei. Heute ist es ein Teil der Tschechischen Republik.

## Ortschaften
- Arnsdorf
- Bad Liebwerda
- Bärnsdorf an der Tafelfichte
- Bullendorf
- Bunzendorf
- Christiansau
- Dittersbach
- Dittersbächel
- Dörfel
- Ebersdorf
- Engelsdorf
- Friedland im Isergebirge
- Göhe
- Haindorf
- Hegewald
- Heinersdorf an der Tafelfichte
- Hermsdorf
- Kunnersdorf
- Lusdorf an der Tafelfichte
- Mildenau
- Mildeneichen
- Neustadt an der Tafelfichte
- Nieder Berzdorf
- Nieder Ullersdorf
- Ober Berzdorf
- Olbersdorf
- Priedlanz
- Raspenau
- Ringenhain
- Rückersdorf
- Schönwald
- Tschernhausen
- Weigsdorf
- Weißbach, der Ortsteil Klein Iser wurde am 1. Mai 1939 zu selbstständigen Gemeinde im Landkreis Gablonz an der Neiße
- Wiese
- Wünschendorf
- Wustung

## Landräte
- 1938: Rudolf Kriele
- 1942–1945: Alfred Pönisch (1902–1981)

## Kommunalverfassung
Bereits am Tag vor der förmlichen Eingliederung in das Deutsche Reich, nämlich am 20. November 1938, wurden alle Gemeinden der Deutschen Gemeindeordnung vom 30. Januar 1935 unterstellt, welche die Durchsetzung des Führerprinzips auf Gemeindeebene vorsah. Es galten fortan die im bisherigen Reichsgebiet üblichen Bezeichnungen, nämlich statt:
- Ortsgemeinde: Gemeinde,
- Marktgemeinde: Markt,
- Stadtgemeinde: Stadt,
- Politischer Bezirk: Landkreis.

## Ortsnamen
Es galten die bisherigen Ortsnamen weiter, und zwar in der deutsch-österreichischen Fassung von 1918.